# Шварцбургский дом

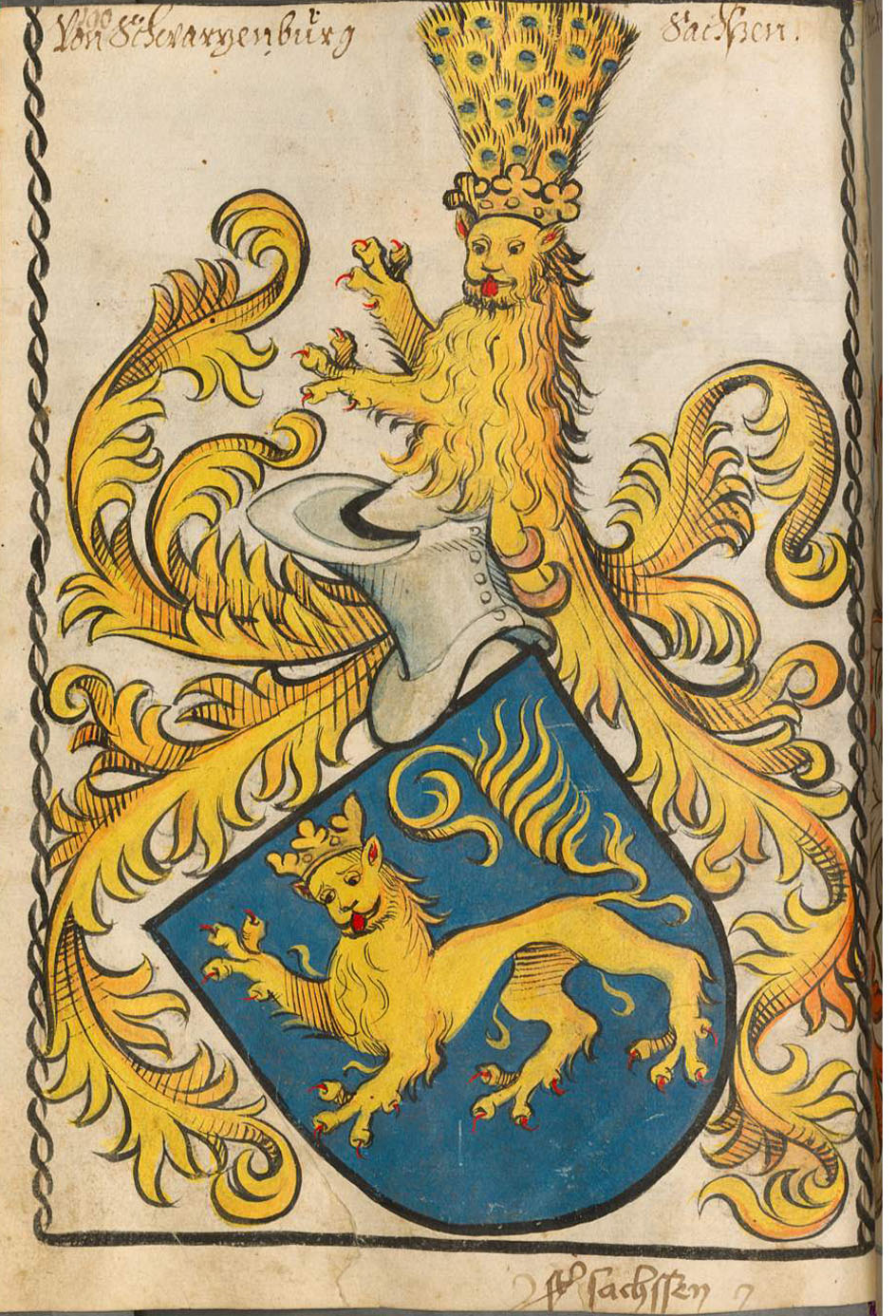
Родовая эмблема Шварцбургов в гербовнике XV века

Шварцбург (нем. Schwarzburg) — один из наиболее древних владетельных домов Тюрингии. Получил своё имя от замка, расположенного над долиной Schwarza, на западе Заальфельда. До 1909 года Шварцбурги правили княжествами Шварцбург-Зондерсгаузен и Шварцбург-Рудольштадт, а в 1909—1918 годах — единым  княжеством Шварцбург в составе Германской империи.

## Династическая история дома

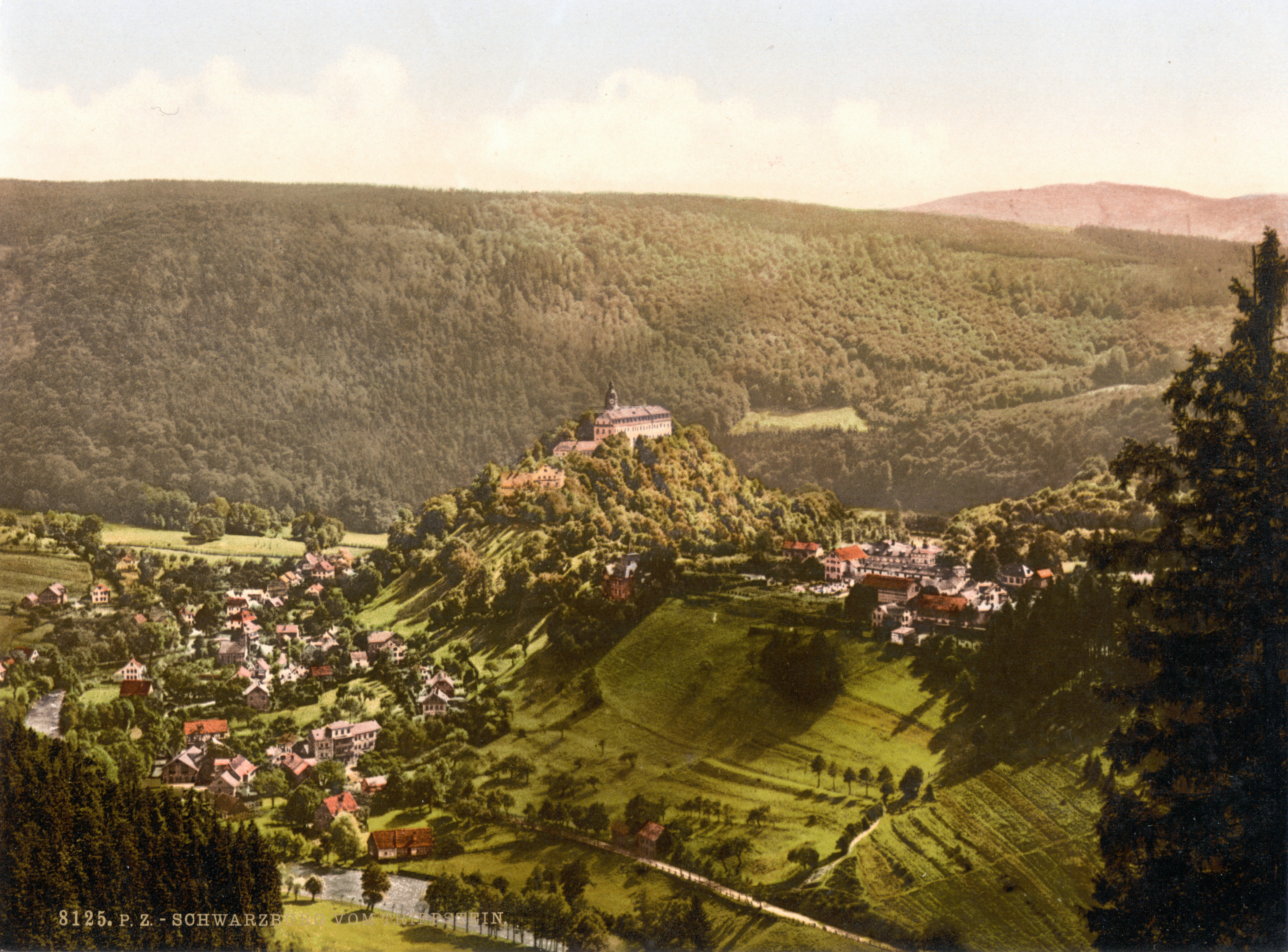
Долина Шварца и замок Шварцбург на открытке начала XX века

Предком графов Шварцбург считается Зигер (IX век), владетель Кефернбурга, близкий к венгерской династии Арпадов.
Гюнтер III (ум. между 1109 и 1114 годами) присоединил к своим владениям Шварцбург.
Его сын Зиццо III (1090—1160 годы) получил титулы графа Шварцбург (в 1123 году) и Кефернбург (в 1141 году).
Сыновья Зиццо III: Генрих I (1130—1184) и Гюнтер IV (1135 — ок. 1197 года), после смерти отца в 1160 году впервые поделили графство на две части — Шварцбург и Кефернбург, но после смерти Генриха I владения вновь воссоединились под властью Гюнтера IV. Однако после его смерти около 1197 года его сыновья Генрих II (? — 20 февраля 1236 года) и Гюнтер III (V) (ум. после 31 марта 1223 года) вновь поделили его владения на два графства — Шварцбург и Кефернбург.
Линия Кефернбург угасла в 1385 году и её владения отошли к Тюрингии.
От Шварцбургской линии в 1236 году отделилась старшая линия Шварцбург-Бланкенбург.

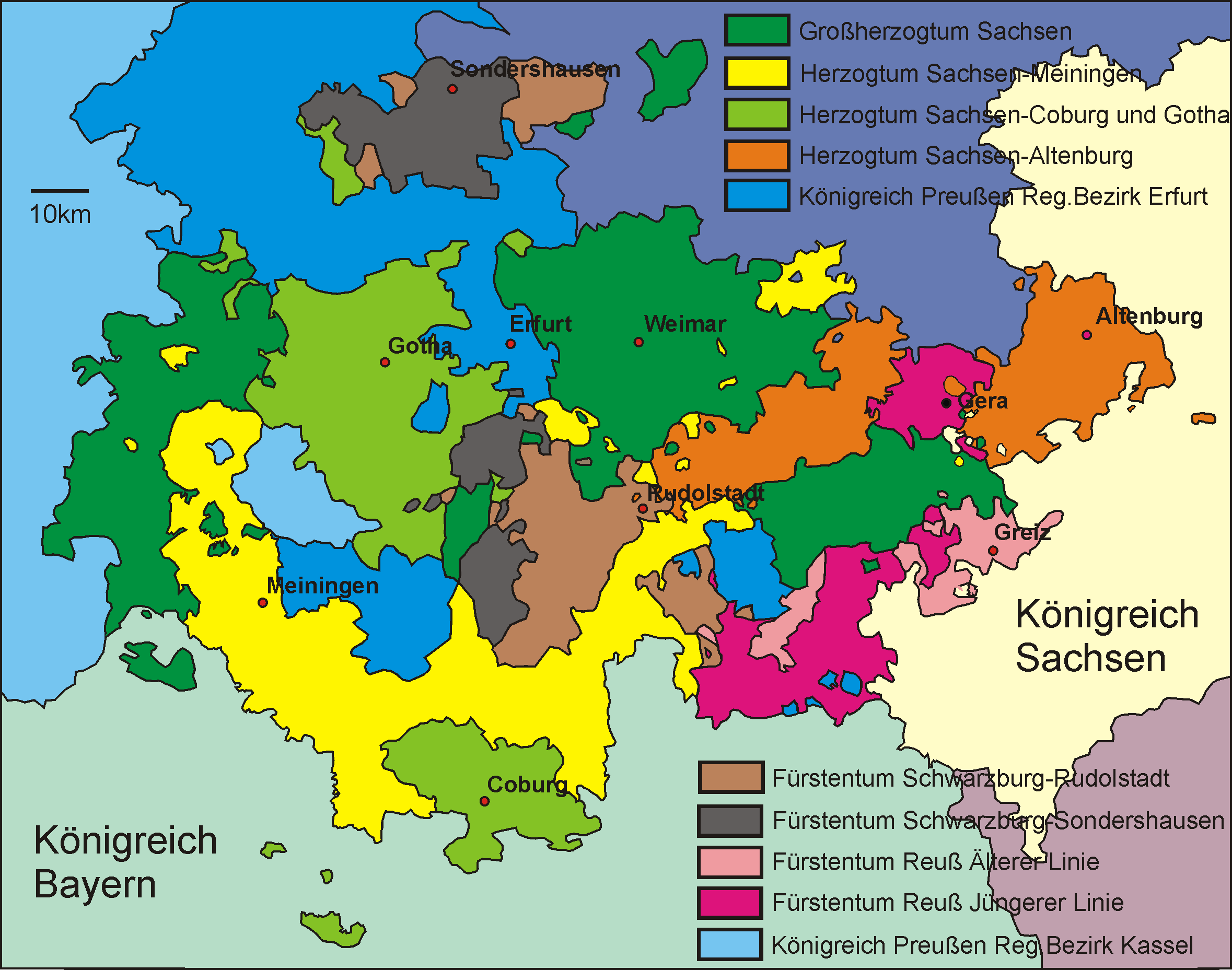
Владения Шварцбургского дома

Гюнтер XII Шварцбургский приобрел в 1306 году владения Арнштадт, Ильменау, Ваксенбург и Шварцвальд. Кроме этого правящий дом Шварцбург путём покупок и брачных соглашений постепенно приобрел достаточно обширные владения: Заальфель (1208 год), Лойхтенбург (1333 год), Рудольштадт (1334 год) и Зондерсгаузен.
В 1327 году из графства Шварцбург выделилась линия графов Шварцбург-Вахсенбург, из которой, в свою очередь, в 1354 году выделилась линия графов Шварцбург-Лойтенберг; обе эти линии, как и основная линия графов Шварцбург, вымерли к 1564 году.
Из представителей старшей линии Шварцбург-Бланкенбург особенно поднял престиж дома Шварцбург Гюнтер XXI, избранный 30 января 1349 года в германские короли, однако скончавшийся 18 июня того же года.
После пресечения основной линии графов Шварцбурга их владения перешли графам Шварцбург-Бланкенбург Старшей линии. При разделе саксонских владений в 1445 году суверенитет над Шварцбургом достался герцогу Вильгельму; при втором разделе, в 1485 году, суверенитет над Верхним Шварцбургом отошел к курфюршеской саксонской линии, а над Нижним — к герцогской линии.
После череды разделов и переделов XIV века владения угасшей старшей линии Шварцбург-Бланкенбург сосредоточились в руках Генриха XXVI фон Шварцбург-Зондерсгаузен (1444—1488), который стал основателем младшей линии графов Шварцбург-Бланкенбург и вернул в свой дом бывшие владения линии Кефернбург.
Его внук Генрих XXXII, граф Шварцбург-Бланкенбург-Рудольштадт, был ревностным поборником реформации. Его жена, графиня Екатерина фон Геннеберг-Шлёзинген, прославилась своим мужественным сопротивлением в 1538 году герцогу Альбе в замке Рудольштадт.
Гюнтер XLI служил военачальником у императора Максимилиана II.

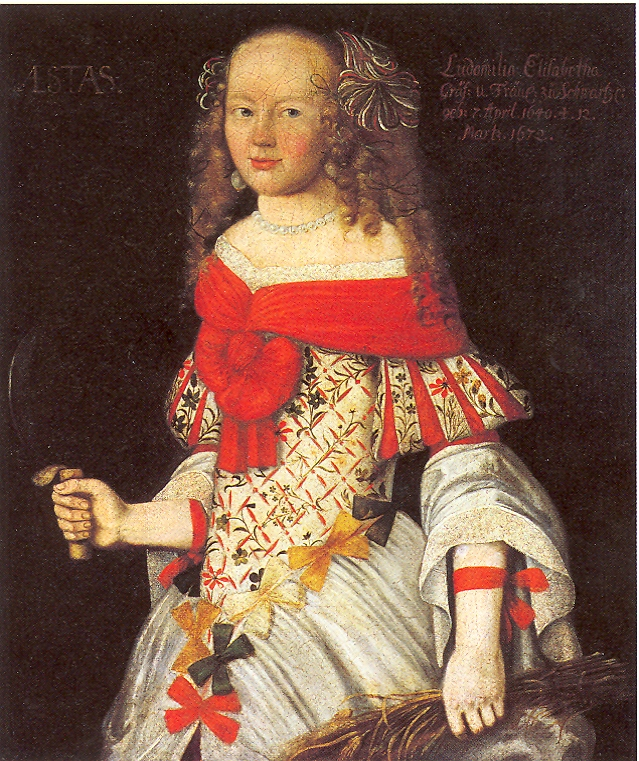
Людмила Шварцбург-Рудольштадтская, портрет 1660 года

После его смерти в 1583 году, братья его Иоганн-Гюнтер I и Альбрехт VII при разделе наследственных земель основали две новые линии: Шварцбург-Арнштадт и Шварцбург-Рудольштадт.

## ЛинияШварцбург-Арнштадт
Иоганн Гюнтер I, родоначальник линии Шварцбург-Арнштадт, получил при разделе 2/3 Нижнего Шварцбурга и 1/2 Верхнего Шварцбурга. Его наследники прикупили в 1631 году графство Глейхен.
Младший из сыновей Иоганна Гюнтера I Кристиан Гюнтер I, оставил трёх сыновей, поделивших владения деда на три линии: Шварцбург-Арнштадт (1643—1716), Шварцбург-Эбелебен (1666—1681) и Шварцбург-Зондерсгаузен Младшей линии (1643—1918). К 1716 году все их владения перешли под власть князя Шварцбург-Зондерсгаузенского Кристиана Вильгельма.
Внуки Кристиана Гюнтера I Кристиан Вильгельм I Шварцбург-Зондерсгаузенский и Антон Гюнтер II Шварцбург-Арнштадтский в 1697 и 1710 годах соответственно были возведены в имперские князья (рейхсфюрсты). Курфюрст саксонский (в 1699 и 1702 годах) отказался за денежное вознаграждение от своего суверенитета над Шварцбургом. В 1713 году княжеские линии Шварцбург-Зондерсгаузен и Шварцбург-Рудольштадт заключили между собой семейный договор, согласно которому в обеих линиях в порядке наследования установилось майоратное право, во избежание раздробления владений, и взаимное право наследования в случае прекращения мужского потомства в одной из линий.
В 1716 году князь Антон Гюнтер II Шварцбург-Арнштадтский умер бездетным, и его владения наследовал его брат Кристиан Вильгельм I Шварцбург-Зондерсгаузенский; с этих пор в доме Шварцбург осталось две главные линии имперских князей: Шварцбург-Зондерсгаузен и Шварцбург-Рудольштадт. При образовании Рейнского союза оба княжества вошли в его состав. В 1815 году оба княжества признаны членами Германского союза.

## ЛинияШварцбург-Рудольштадт
Родоначальник второй главной линии, Шварцбург-Рудольштадт, Альбрехт VII, умер в 1605 году. Его внук Альбрехт Антон II был возведен в 1710 году в имперские князья. В этой линии управление княжеством в течение XVIII века переходило, за одним исключением, по прямой нисходящей линии.
Людвиг Фридрих II вскоре после вступления княжества в Рейнский союз умер в 1807 году. Его сын Фридрих Гюнтер, вступив в члены Германского союза, ликвидировал свои вассальные отношения с Пруссией, к которой перешли прежние сюзеренные права Саксонии, и с Саксен-Гота и Саксен-Кобургом.
После пресечения в 1909 году линии князей Шварцбург-Зондерсгаузен их княжество перешло во владение князя Шварцбург-Рудольштадта Виктора Гюнтера I (21 августа 1852 — 16 апреля 1925 года). Оба княжества были объединены в имперское княжество Шварцбург.

## ВладетелиКефернбургаиШварцбурга
- Зигер (X в.), владетель Кефернбурга, граф в Тюрингии
- Зиццо I (упоминается в 1000 г.), сын Зигера, владетель Кефернбурга
- Гюнтер II (ум. 1062), сын Зиццо I, владетель Кефернбурга до 1062
- Зиццо II (ум. ок.1075), сын Зиццо I, владетель Кефернбурга 1062—1075
- Гюнтер III (ум. между 1109 и 1114), сын Зиццо II, владетель Кефернбурга ок.1075—1109/14, 1-й владетель Шварцбурга
- Зиццо III (1093?—19.6.1160), сын Гюнтера III, владетель с 1109/14, а с 1141 граф Кефернбург, владетель с 1109/14, а с 1123 граф Шварцбург Замок Фриденсбург в Лойтенберге

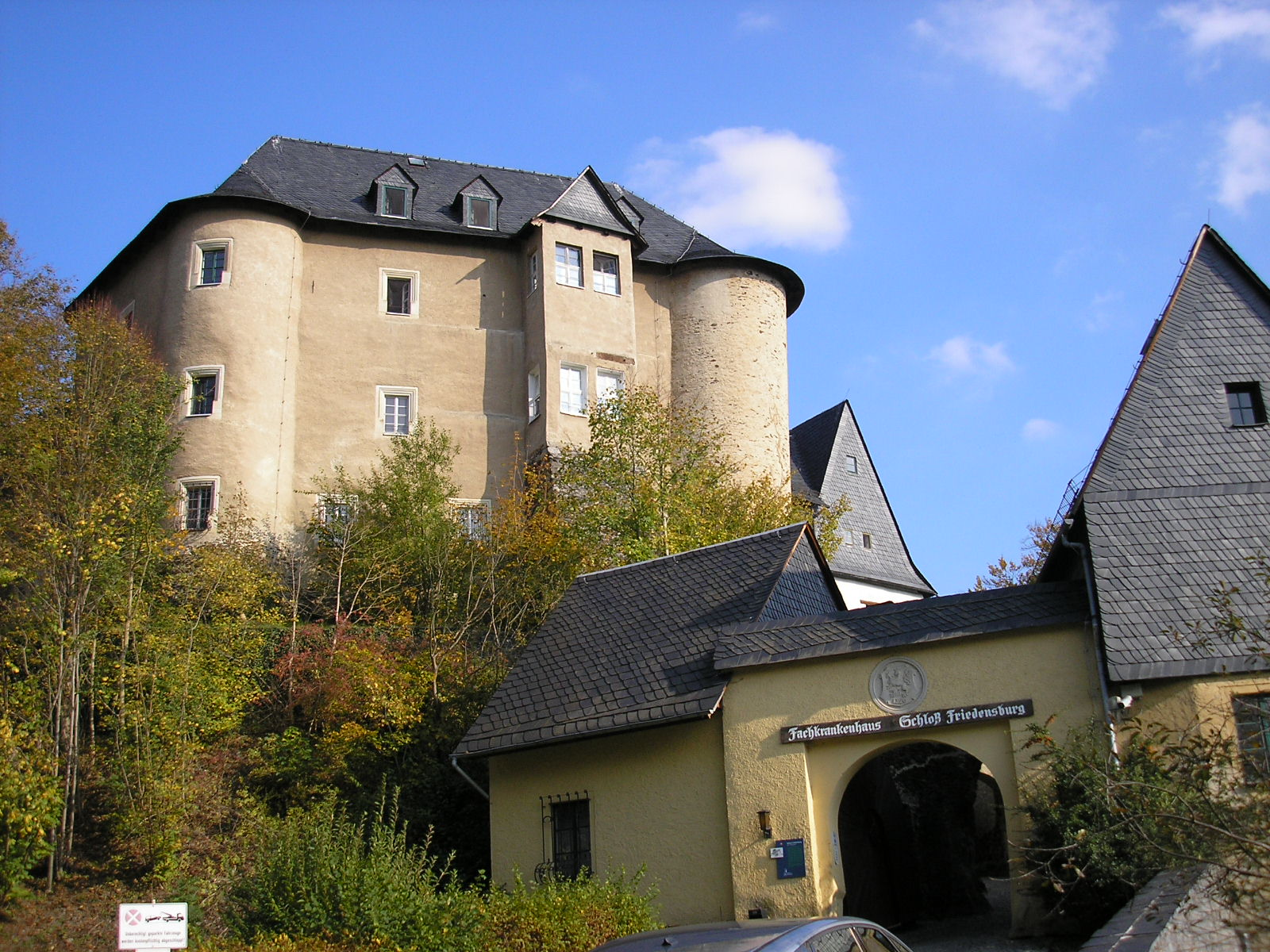
Замок Фриденсбург в Лойтенберге

## Графы Кефернбург (1141—1385)
- Зиццо III (1093?—19.6.1160) 1141—1160, сын Гюнтера III
- Гюнтер IV (II) (ок.1135—после 15.1.1197) 1160—ок.1197, сын Зиццо III
- Гюнтер III (ум. после 31.3.1223) ок.1197—ок.1223, сын Гюнтера IV
- Гюнтер IV ок.1223—ок.1269, сын Гюнтера III
- Бертольд I ок.1269—после 20.11.1269, сын Гюнтера IV
- Гюнтер V после 20.11.1269—1275, сын Гюнтера IV
- Гюнтер VI 1275—1293, сын Гюнтера V
- Гюнтер VII 1293—1302, сын Гюнтера V
- Гюнтер VIII 1302—1324, сын Гюнтера VI
- Гюнтер XII 1324—1368, сын Гюнтера VIII
- Георг I 1368—1376 (в Ильменау), сын Гюнтера XII
- Гюнтер XIII 1368—после 1378 (в Херманштайне), сын Гюнтера XII
- Гюнтер XIV 1376—1385, сын Георга I

### Графы Вьее иРабенсвальд(1223—1312)
- Альбрехт I ок.1223—1255, сын графа Гюнтера III Кефернбург
- Альбрехт II 1255—после 1283, сын Альбрехта I
- Фридрих I после 1283—1312, сын Альбрехта I
- Бертольд III 1312—1312, сын Альбрехта I

## Графы Шварцбурга
- Зиццо III (1093?—19.6.1160) 1123—1160, сын Гюнтера III
- Генрих I (ок.1130—26.7.1184) 1160—1184, сын Зиццо III
- Гюнтер IV (ок.1135—после 15.1.1197) 1184—ок.1197, сын Зиццо III
- Генрих II (?—20.2.1236) ок.1197—1236, сын Гюнтера IV, с 1212 владетель Бланкенбурга и Лойтенберга (Leutenberg)
- Генрих III (ок.1220—1259) 1236—1259, сын Генриха II
- Генрих IV (?—1282/3) 1259—1282/3, сын Генриха III
- Гюнтер VIII (?—1302/7) 1282/3—1302/7, сын Генриха III
- Гюнтер XII (ум. 24.10.1308) ?—1308, сын графа Гюнтера IX Шварцбург-Бланкенбурга
- Генрих IX (ум. после 11.6.1358) 1308—ок.1358, сын Гюнтера XII
- Гюнтер XXII (ум. 4.7.1382) ок.1358—1382, сын Генриха IX
- Гюнтер XXVII 1382—1397, сын Генриха IX

### Графы Шварцбург-БланкенбургаСтаршей линии (1236—1385)

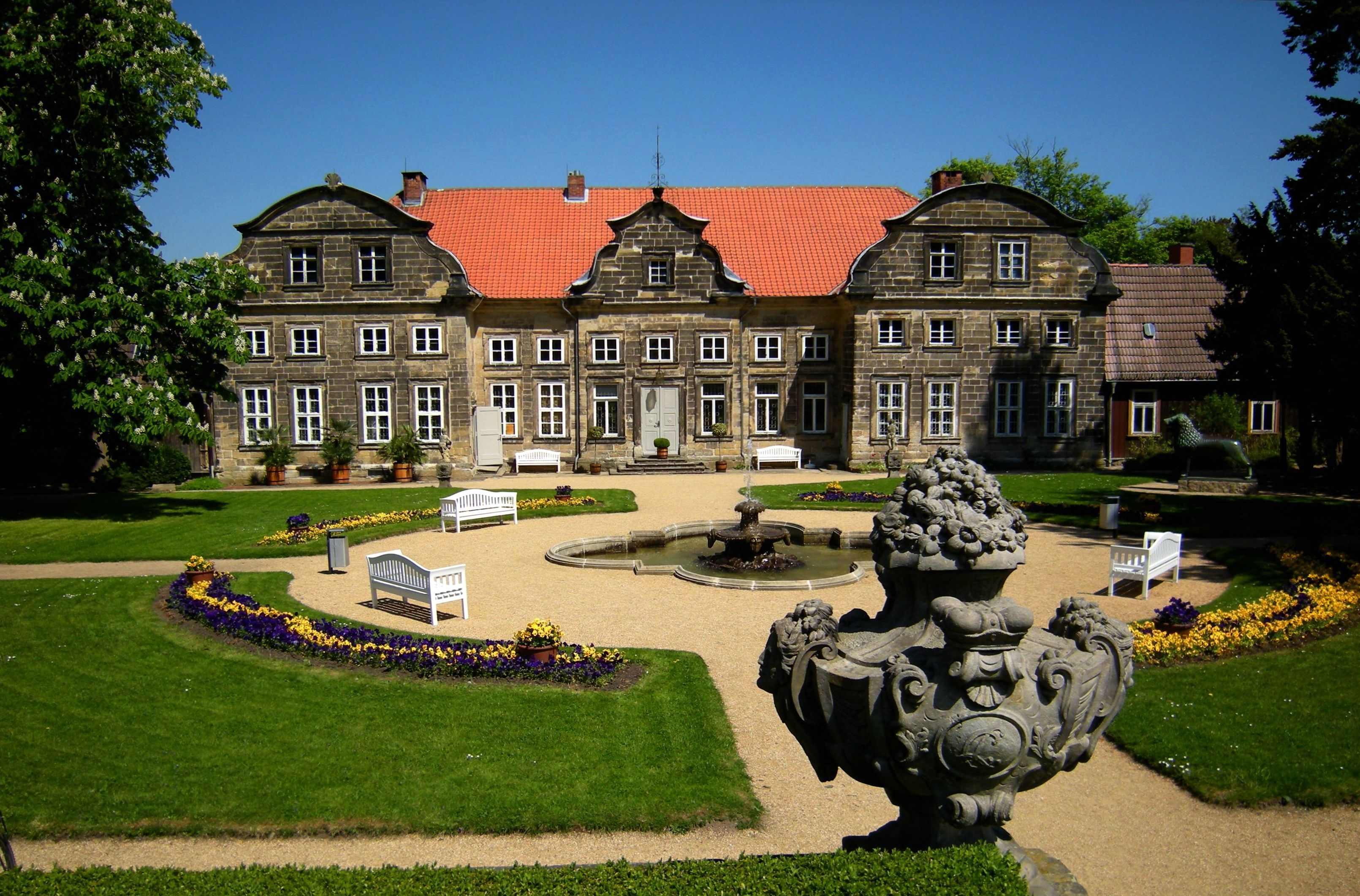
Графская резиденция в Бланкенбурге

Портретная галерея в замке Шварцбург

- Гюнтер VII (ум. 1274) 1236—1274, сын графа Генриха II Шварцбурга
- Гюнтер IX (ум. 1289) 1274—1289, сын Гюнтера VII
- Генрих VII (убит 11.11.1324) 1289—1324, сын Генриха V, сына сын Гюнтера VII
- Генрих X (ум. 4.3.1338 в Иерусалиме) 1324—1338, сын Генриха VII
- Генрих XII (ок.1325—14.12.1372) 1352—1372, граф Арнштадта 1336—1371, Шлотхайма и Франкенхаузена с 1340, Рудольштадта 1340—1356, сын Генриха X
- Генрих XVII 1372—1374, сын Генриха XII
- Генрих XVIII 1374—1385, сын Генриха XII

#### Графы Шварцбург-Раниса(1374—1418)
- Гюнтер XXVIII (ум. 30.4.1418 на Бодензее) 1374—1418, сын графа Генриха XII Шварцбург-Бланкенбург

#### ГрафыШварцбург-РудольштадтаСтаршей линии (1356—1368)
- Гюнтер XXV (ум. 6.6.1368) 1356—1368, сын графа Генриха X Шварцбург-Бланкенбург

##### ГрафыШварцбург-ЗондерсгаузенаСтаршей линии (1368—1444)
- Генрих XX (ум. после 29.9.1413) 1368—1413, сын графа Гюнтера XXV Шварцбург-Рудольштадт и Елизаветы, наследницы графа Генриха III (V) Хонштайн-Зондерсгаузен
- Гюнтер XXX (1352—7.7.1416) 1413—1416, сын графа Гюнтера XXV Шварцбург-Рудольштадт и Елизаветы, наследницы графа Генриха III (V) Хонштайн-Зондерсгаузен
- Генрих XXIV (1388—7.10.1444) 1416—1444, граф Бланкенбурга с 1438, сын Гюнтера XXX

### ГрафыХаллермюнда
- Людольф II (ум. 15.11.1255) 1195—1255, сын графа Гюнтера IV Шварцбурга и Адельхейды, дочери Вильбранда I, владетеля Халлермюнда
- Людольф III 1255—после 1264/67, сын Людольфа II
- Вильбранд III (ок.1251—после 13.12.1308) после 1264/67—ок.1308, сын Людольфа III
- Герхард II ок.1308—после 1346, сын Вильбранда III
- Вильбранд IV (ум. после 21.8.1377) после 1346—ок.1377, сын Герхарда II
- Oттo III (ум. 8.11.1411) ок.1377—1411, сын Вильбранда IV

### Графы Шварцбург-Вахсенбурга (1327—1450)
- Гюнтер XVIII 1327—1354, сын графа Гюнтера XII Шварцбурга
- Иоганн II (1327—V.1407) 1354—1407, сын Гюнтера XVIII
- Гюнтер XXXII 1407—1450, сын Гюнтера XXIX, сына Иоганна II

#### Графы Шварцбург-Лойтенберга(1354—1564)
- Гюнтер XXVI 1354—1362, сын графа Гюнтера XVIII Шварцбург-Вахсенбург
- Генрих XV (ок.1358—1402) 1362—1402, сын графа Генриха IX Шварбурга
- Генрих XXII 1402—1438, сын Генриха XV
- Генрих XXV (1412—1463) 1438—1462, сын Генриха XXII
- Бальтазар II (1453—18.6.1525) 1463—1525, сын Генриха XXV
- Иоганн Генрих I (1496—14.3.1555) 1525—1555, сын Бальтазара II
- Филипп I (ок.1540—8.10.1564) 1555—1564, сын Иоганна Генриха I

## Графы Шварцбург-Бланкенбург младшей линии (1444—1597)
- Генрих XXVI (23.10.1418—26.11.1488) 1444—1488, граф Вахсенбурга с 1450, сын графа Генриха XXIV Шварцбург-Зондерсгаузен
- Гюнтер XXXVI (8.7.1439—30.12.1503) 1488—1503, сын Генриха XXVI
- Генрих XXXI (XI.1473—4.8.1528) 1503—1528, сын Гюнтера XXXVIII (1450—29.11.1484), сына Генриха XXVI
- Гюнтер XL (31.10.1499—10.11.1552) 1526—1552, граф Франкенхаузена с 1528 и Рудольштадта c 1538, сын Генриха XXXI
- Гюнтер XLI (25.9.1529—23.5.1583) 1552—1583, граф Лойтенберга с 1564, сын Гюнтера XL
- Вильгельм I (4.10.1534—30.9.1597) 1583—1597, сын Гюнтера XL

### Графы Шварцбург-Бланкенбург-Рудольштадт(1503—1538)
- Гюнтер XXXIX (30.5.1455—8.8.1521) 1503—1521, сын графа Генриха XXVI Шварцбург-Бланкенбург
- Генрих XXXII (23.3.1499—2.7.1538) 1521—1538, сын Гюнтера XXXIX

### Графы Шварцбург-Франкенхаузен(1526—1537)
- Генрих XXXIII (5.2.1504—5.8.1528) 1526—1528, сын графа Генриха XXXI Шварцбург-Бланкенбург
- Генрих XXXIV (7.8.1507—10.1.1537) 1528—1537, сын графа Генриха XXXI Шварцбург-Бланкенбург

### Графы иимперские князья (рейхсфюрсты)(с 1710) Шварцбург-Арнштадта(1583—1716)

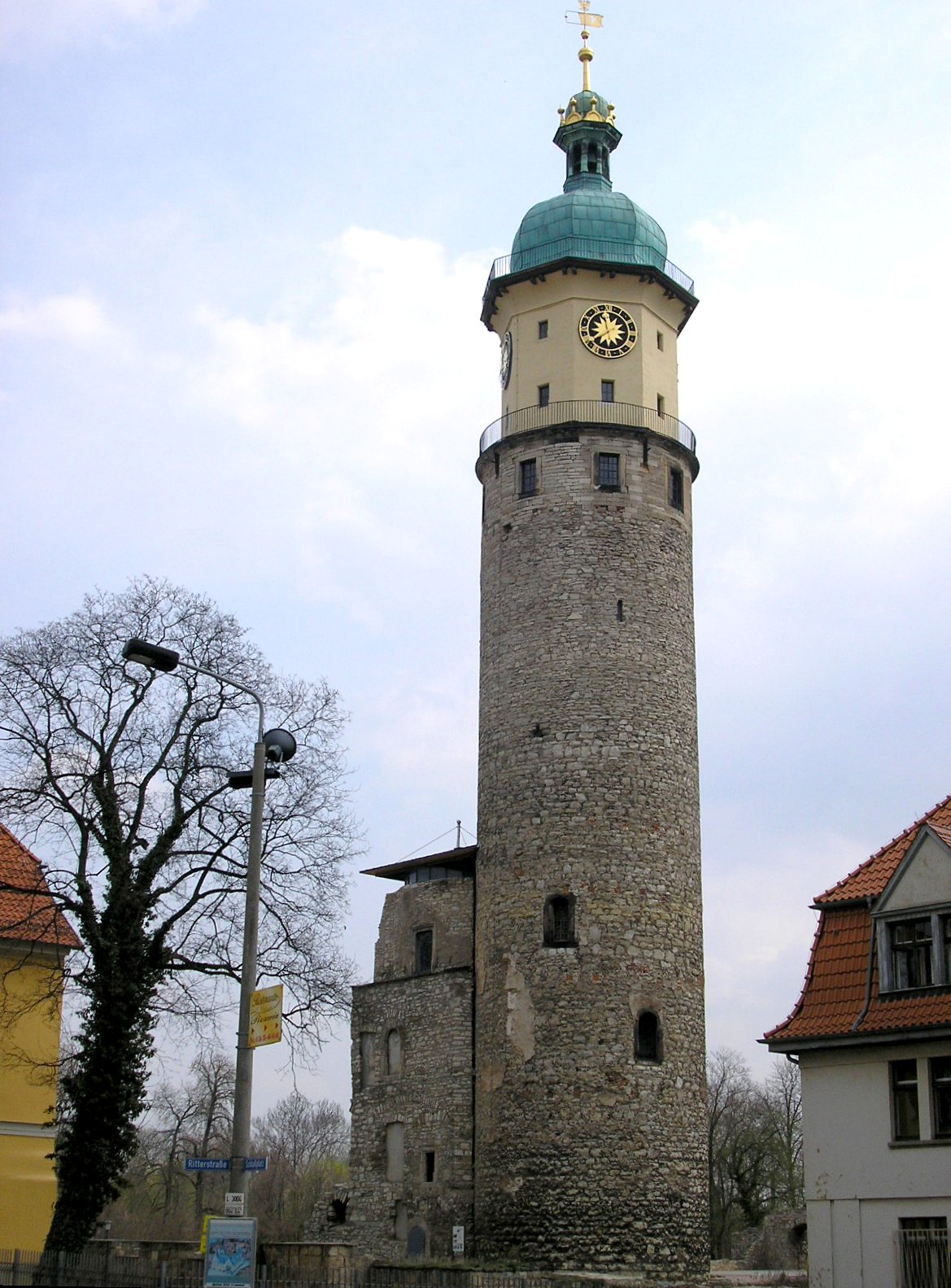
Башня графского замка в Арнштадте

- Иоганн Гюнтер I (20.12.1532—28.10.1586) 1583—1586, сын графа Гюнтера XL Шварцбург-Бланкенбург
- Гюнтер XLII (7.9.1570—7.1.1643) 1586—1643, владетель Зондерсхаузена, Арнштадта, Лойтенберга и граф Хонштайн с 1586, сын Иоганна Гюнтера I
- Кристиан Гюнтер II (1616—10.9.1666) 1643—1666, граф Хонштайн, владетель Зондерсхаузена, Арнштадта, Лойтенберга, сын Кристиана Гюнтера I (11.5.1578—25.11.1642), сына Иоганна Гюнтера I
- Иоганн Гюнтер III (30.6.1654—29.8.1669) 1666—1669, граф Хонштайн, владетель Зондерсхаузена, Арнштадта, Лойтенберга, сын Христиана Гюнтера II
- Антон Гюнтер II (10.10.1653—20.7.1716) 1669—1716, граф Хонштайн, владетель Зондерсхаузена, Арнштадта, Лойтенберга, сын графа Антона Гюнтера I Шварцбург-Зондерсгаузенского

#### Графы Шварцбург-Эбелебен(1666—1681)
- Людвиг Гюнтер II (2.3.1621—20.7.1681) 1666—1681, сын Христиана Гюнтера I, сына Иоганна Гюнтера I Шварцбург-Арнштадт

### Графы иимперские князья (рейхсфюрсты)(с 1710)Шварцбург-РудольштадтМладшей линии (1583—1909)
См. специальную статью Шварцбург-Рудольштадт

## Князья Шварцбурга (1909—1918) и главы владетельного дома Шварцбург
- Виктор Гюнтер I (21.8.1852—16.4.1925), князь Шварцбурга с 1909 года, отрёкся от престола 22.11.1918, с 1890 имперский князь (рейхсфюрст) Шварцбург-Рудольштадт, с 1918 Глава Владетельного Дома Шварцбург, сын Франца Фридриха Карла Адольфа, сына Карла Гюнтера, сына графа Фридриха Карла I Шварцбург-Рудольштадт
- Гюнтер Зиццо (2.6.1860—24.3.1926), принц фон Лойтенберг до 8.11.1896, кронпринц 1896—1918, князь Шварцбург, граф Хонштайн, владетель Арнштадт, Зондерсхаузен, Лойтенберг, Бланкенбург и Глава Владетельного Дома Шварцбург 1925—1926, сын графа Фридриха Гюнтера I Шварцбург-Рудольштадт
- Фридрих Гюнтер (5.3.1901—9.11.1971), князь Шварцбург, граф Хонштайн, владетель Арнштадт, Зондерсхаузен, Лойтенберг, Бланкенбург и глава владетельного дома Шварцбург 1926—1971, сын Гюнтера Зиццо
- Петер Ханс Фюрманн (р. 28.6.1939), признан 21.8.1969/12.11.1969, князь Шварцбург, граф Хонштайн, владетель Арнштадт, Зондерсхаузен, Лойтенберг, Бланкенбург и глава владетельного дома Шварцбург с 1971, сын Фридриха Гюнтера[источник не указан 3028 дней]
- Михаэль Фюрманн-Шварцбург (р. 1988), сын Петера Ханса Фюрманна[источник не указан 3028 дней]

## Прелаты из Шварцбургского дома
- Альбрехт I Шварцбург-Кефернбургский (1170—15.10.1232), архиепископ Магдебурга 1206—1232
- Альбрехт II Шварцбургский (ум. после 1278), каноник архиепископа Магдебургского
- Альбрехт III Шварцбург-Бланкенбургский (ум. после 1259/65), каноник архиепископа Вюрцбурга
- Гюнтер XI Шварцбург-Бланкенбургский (ум. между 1277 и 1308), каноник архиепископа Кёльна
- Вульбранд Шварцбург-Кефернбургский (ум. 5.4.1253), архиепископ Магдебурга 1235—1253
- Альбрехт IV Шварцбург-Бланкенбургский (ум. 16.3.1237), Великий Приор Ордена Святого Иоанна Иерусалимского в Германии
- Гюнтер XX Шварцбург-Бланкенбургский (ум. 28.9.1314) каноник архиепископства Магдебург
- Генрих XVI Шварцбург-Бланкенбургский (ум. 16.2.1394), каноник архиепископств Вюрцбург, Хильдесхайм и Магдебург
- Бертольд II (ум. 1339), аббат Паулиненцелля
- Ютта (ум. после 1319), аббатиса Ильма с 1314
- Ютта II Шварцбург-Бланкенбургская (ум. 18.7.1358), аббатиса Ильма
- Вульбранд (ум. 23.12.1436), епископ Миндена с 1407
- Люккарда (ум. ок.29.6./7.7.1373), аббатиса Фишбека с 1347
- Людольф V (ум. ок.1251/91), каноник епископа Хильдесхайма
- Oттo (ум. ок.1301/28), каноник епископа Хильдесхайма
- Oттo I (ум. после 1381), каноник в Хильдесхайме, Магдебурге и Хальбертштадте
- Герхард I Шварцбургский (ум. 9.11.1400), епископ Наумбурга 1366—1372, архиепископ Вюрцбурга c 1372
- Гюнтер XXIII Шварцбургский (ум. после 28.1.1365), каноник епископств Рендсбург и Мерзебург
- Генрих Шварцбургский (ум. после 7.5.1371), каноник епископства Ратисбон
- Зигхард II Шварцбург-Лойтенбергский (ум. после 31.8.1434), каноник архиепископа Вюрцбурга
- Генрих XIX Шварцбург-Ваксенбургский (ум. 1395), каноник архиепископа Кёльна и Майнца
- Гюнтер XXXIII Шварцбург-Зондерсгаузенский (1382—23.4.1445), архиепископ Магдебурга с 1403
- Генрих XXVII Шварцбург-Бланкенбургский (13.11.1440—14.12.1496), архиепископ Бремена с 1463, епископ Мюнстера с 1465
- Генрих XXVIII Шварцбург-Бланкенбургский (8.1.1447—1481), каноник архиепископа Кёльна и Майнца
- Маргарита Шварцбург-Бланкенбургская (19.5.1502—III/IV.1540), аббатиса монастыря Кведлинбург 1523—1525
- Барбара Шварцбург-Бланкенбургская, аббатиса монастыря Ильм 1522—1523
- Генрих XXIX Шварцбург-Бланкенбургский (10.8.1452—31.3.1499) каноник в Хильдесхайме
- Генрих XXX Шварцбург-Бланкенбургский (31.12.1456—11/12.6.1522) каноник в Страсбурге и Йехасбурге
- Гюнтер XXXI Шварцбург-Рудольштадтский (ум. после 1411) каноник в Аугусте, Хильдесхайме и Хальбертштадте